# Szaflary (gemeente)
De gemeente Szaflary is een landgemeente in het Poolse woiwodschap Klein-Polen, in powiat Nowotarski.
De zetel van de gemeente is in Szaflary.
Op 30 juni 2004, telde de gemeente 10 125 inwoners.

## Oppervlakte gegevens
De gemeente heeft een oppervlakte van 54,31 km², waarvan:
- agrarisch gebied: 79%
- bossen: 15%

De gemeente beslaat 3,68% van de totale oppervlakte van de powiat.

## Demografie
Stand op 30 juni 2004:
| Omschrijving                   | Totaal | Totaal | Vrouwen | Vrouwen | Mannen | Mannen |
| ------------------------------ | ------ | ------ | ------- | ------- | ------ | ------ |
| eenheid                        | aantal | %      | aantal  | %       | aantal | %      |
| inwoners                       | 10 125 | 100    | 5050    | 49,9    | 5075   | 50,1   |
| bevolkingsdichtheid (inw./km²) | 186,4  | 186,4  | 93      | 93      | 93,4   | 93,4   |

In 2002 bedroeg het gemiddelde inkomen per inwoner 1218,06 zł.

## Administratieve plaatsen (sołectwo)
Bańska Niżna, Bańska Wyżna, Bór, Maruszyna, Skrzypne, Szaflary, Zaskale.

## Aangrenzende gemeenten
Biały Dunajec, Bukowina Tatrzańska, Czarny Dunajec, Nowy Targ, Nowy Targ